# Kulangsu
Kulangsu (hokkien: Kó͘-lōng-sū, kineski: 鼓浪嶼 / 鼓浪屿, pinyin: Gǔlàng Yǔ, što znači "Otočić bubnjavog vala") je otok ispred obale grada Xiamena u jugoistočnoj kineskoj pokrajini Fujian. Cijeli otok je pješačka zona.
Kulangsu je 2017. godine upisan na UNESCO-ov popis mjesta svjetske baštine u Aziji kao „izvanredano svjedočanstvo spajanja različitih stilskih utjecaja u novom arhitektonskom pokretu, stilu Amoy Deco, koji je sinteza modernog stila ranog 20. stoljeća i art déco-a”.

## Odlike
Kulangsu ima površinu od tek 2 km² i do njega se može doći petominutnom vožnjom trajektom iz središta Xiamena. Upravno pripada distriktu Siming grada Xiamena. Poput Xiamena, i na otoku dominira upotreba hokkien narječja južnog Min jezika. Otočić je poznat po svojim plažama i zavojitim šetnicama s raznolikom arhitekturom. U Kulangsu obitava tek oko 20.000 ljudi, ali je jedno od najposjećenijih turističkih odredišta u Kini koje privlači više od 10 milijuna posjetitelja godišnje. Na otočiću nije samo zabranjen promet automobilima, nego i biciklima, dok su jedina dozvoljena prometala mali električni bagiji i službena uslužna vozila.

## Povijest
Osim Šangaja, Kulangsu je bilo jedino međunarodno naselje na kineskom tlu. Naime, 
koncem opijumskih ratova mirom u Nanjingu 1842. godine, Xiamen je postao stranom lukom, zbog čega su se stranci počeli doseljavati na otok Kulangsu. Kineska vlada je zemljišnim zakonima legalizirala ovo naselje 1902. godine. Naposljetku je trinaest zemalja (uključujući Ujedinjeno Kraljevstvo, Francusku, Nizozemsku i Japan) uživalo diplomatske privilegije i počele su sudjelovati u općinskom vijeću otoka. Poput međunarodnog naselja u Šangaju, Britanci su odigrali vodeću ulogu u upravi i čak su doveli su policajce Sikhe iz Britanske Indije. Pored kršćanstva, s otoka se pod utjecajem stranaca u Kinu proširila i europska glazba. Mnogi znameniti kineski glazbenici su rođeni u to vrijeme, kao što su: Shu'an Zhou, Junji Lin i Zuohuang Chen.
Japanska okupacija otoka je započela 1942. i potrajala je do kraja Drugog svjetskog rata.

## Znamenitosti
Kulangsu ima glazbene korijene jer njegovo ime na hokkienu (鼓浪 Kó͘-lōng) znači „bubnjavi val”, po zvuku kojega proizvode valovi koji udaraju na njegovo grebenje. Također, na otoku se nalazi jedini kineski Muzej glasovira, zbog čega je dobio nadimak „Otok glasovira” (鋼琴之鄉) ili „Otok glazbe” (音樂之島). Na otoku se nalazi više od 200 glasovira i koncertna dvorana s 580 mjesta za posjetitelje. Na otoku je rođen i danas živi svjetski poznat klasični violinist, Jing Yang.
No Kulangsu je najpoznatiji po mješavini zapadnjačke i kineske arhitekture. U vrijeme britanske dominacije nastale su brojne viktorijanske građevine kao što su crkve, bolnica, škole, policijska postaja i dr. Na ostalim građevinama prepoznaje se miješanje nekoliko arhitektonskih stilova: tradicionalni stil Fujiana, zapadnjački historicizam i kolonijalni stil s verandama, i novog secesijskog stila koji je postao poznat kao stil Amoy Deco.
Pored toga, na otoku se nalazi muzej posvećen junaku rata protiv Manđurijaca, Zhengu Chenggongu, te Morski svijet Hai-toe Se-kai (海底世界), vrt prekomorskih suptropskih biljaka i Muzej Xiamena u bivšem Tornju osam dijagrama (八卦樓).
Zbog svega toga, Kulangsu od 2007. ima status turističke atrakcije najvišeg ranga (AAAAA krajobrazno područje) kineskog ministarstva turizma.
- Karta otoka za pješake
- Kulangsu plaža
- Šetalište na otoku
- Muzej Zhenga Chenggonga
- Bivša japanska ambasada
- Staro groblje
- Crkva sv. Trojstva
- Vrt Shuzhuang
- Muzej glasovira
- Muzej orgulja
- Kuća Lin Qiao Zhia